# Remispora lobata
Remispora lobata är en svampart som beskrevs av Höhnk 1955. Remispora lobata ingår i släktet Remispora och familjen Halosphaeriaceae.   Inga underarter finns listade i Catalogue of Life.